# Robinsichthys arrowsmithensis
A Robinsichthys arrowsmithensis a csontos halak (Osteichthyes) főosztályának a sugarasúszójú halak (Actinopterygii) osztályába, ezen belül a sügéralakúak (Perciformes) rendjébe, a gébfélék (Gobiidae) családjába és a Gobiinae alcsaládjába tartozó faj.
Nemének egyetlen faja.

## Előfordulása
A Robinsichthys arrowsmithensis az Atlanti-óceánhoz tartozó Karib-tengerben fordul elő. Kizárólag, csak az Arrowsmith nevű homokpadon található meg.

## Életmódja
Ez a gébféle mélytengeri halfaj, amely általában 92-586 méteres mélységekben tartózkodik.